# SN 2005lu
SN 2005lu – supernowa typu Ia odkryta 11 grudnia 2005 roku w galaktyce M-03-07-40. W momencie odkrycia miała maksymalną jasność 17,10m.